# کاناتبک بگالیف
کاناتبک بگالیف (انگلیسی: Kanatbek Begaliev؛ زادهٔ ۱۴ فوریهٔ ۱۹۸۴) کشتی‌گیر اهل قرقیزستان است.